# Papa Claude Nahimana
Papa Claude Nahimana (ur. 13 grudnia 1987 w Bużumburze) – burundyjski piłkarz grający na pozycji napastnika. Od 2019 jest piłkarzem klubu Vital’O FC.

## Kariera klubowa
Swoją karierę Nahimana rozpoczął w klubie Atlético Olympic FC. W sezonie 2004 zadebiutował w jego barwach w burundyjskiej pierwszej lidze. Grał w nim do 2013 roku. W sezonie 2010/2011 wywalczył z nim mistrzostwo Burundi, a w sezonach 2009, 2011/2012 i 2012/2013 - wicemistrzostwo. W 2013 roku przeszedł do rwandyjskiego Mukura Victory Sports FC. W 2016 roku wrócił do Atlético Olympic FC, z którym w sezonie 2016/2017 został wicemistrzem Burundi. W 2019 przeszedł do Vital’O FC.

## Kariera reprezentacyjna
W reprezentacji Burundi Nahimana zadebiutował 13 grudnia 2004 roku w wygranym 3:1 meczu CECAFA Cup 2004 z Rwandą. Od 2004 do 2017 wystąpił w kadrze narodowej 27 razy i strzelił 6 goli.